# Bullet Records
Bullet Records war ein US-amerikanisches Independent-Label, das im März 1946 von Jim Bulleit in Nashville / Tennessee gegründet wurde und das bis 1953 aktiv war. Bullet war die früheste in Nashville ansässige Schallplattenfirma und wurde vor allem dadurch berühmt, dass zahlreiche Countrystars ihren ersten Plattenvertrag bei Bullet Records hatten.
Die Plattenfirma wurde von dem Radiosprecher Jim Bulleit, dem Bankier Orville Zickler und C. V. Hitchcock, dem Besitzer eines Schallplattengroßhandels, ins Leben gerufen. Bulleit errichtete das erste Schallplattenpresswerk in Nashville, verkaufte seine Anteile an der Firma aber bereits 1948 und wurde im geschäftsführenden Vorstand durch Overton Ganong, der zuvor Verkaufsmanager bei Capitol Records gewesen war, ersetzt.
Die Firma wollte mit ihren Plattenveröffentlichungen ein möglichst breites Spektrum abdecken und veröffentlichte Singles für den Pop-Markt, den R&B- und den Country-Markt. Damit war Bullet eines der wenigen Independent-Label neben National Records und Dot Records, das sich nicht auf einen Teilmarkt spezialisierte, sondern als „Allround-Indie“ versuchte, in möglichst vielen Märkten aktiv zu sein.
Anfang Juni 1946 erschienen die ersten drei Schallplatten. Bullet Records legte zunächst drei Serien auf: Die 600er Serie, von Bullet „Hillbilly“ genannt, in der Countrymusik erschien; die 200er Serie, „Sepia“ genannt, in der Rhythm-and-Blues-Aufnahmen veröffentlicht wurden; darüber hinaus die 100er Serie, von der Firma „Sacred“ genannt, in der Gospel- und religiöse Musik angeboten wurde.

Francis Graig - Near You

Im Sommer 1947 wurde die 1000er Serie aufgelegt, in der Pop- und Jazzmusik veröffentlicht wurde. Bereits kurz nach der Einführung dieser Serie hatte Bullet Records mit Near You (Bullet #1001) von Francis Craig 1947 einen Nummer-eins-Hit, der sich 17 Wochen an der Spitze der US-Hitparade halten konnte, es wurde die erfolgreichste Platte des Jahres 1947. Auch die übernächste Single von Craig Beg Your Pardon (Bullet #1012) erreichte Anfang 1948 eine Top-Ten-Platzierung. Bullet hatte Craig unter Vertrag genommen, weil „Francis Craig And His Orchestra“ vom Ende der 1920er Jahre bis Anfang der 1940er Jahre das führende Tanzorchester in Nashville war. Das Orchester spielte bei allen Großveranstaltungen in Nashville und war über Jahre die Hausband des Vanderbilt Hotels. In den 1920er Jahren hatte Craig eine eigene, lokale Radioshow, die auf NBC häufiger landesweit – wenn auch zumeist in den späten Abendstunden – ausgestrahlt wurde. Craig hatte sich Mitte der 1940er Jahre im Prinzip schon zur Ruhe gesetzt und betrieb das Musizieren nicht mehr hauptberuflich, als Bullet ihn in dem Anfang 1947 neu gegründeten Aufnahmestudio in Nashville, den „Castle Recording Studios“, zwei von Craig komponierte Songs aufnehmen ließ: Auf die A-Seite der Single kam Red Rose, die Erkennungsmelodie des Francis Craig Orchesters aus den 1930er Jahren, auf die B-Seite Near You, ein Song, den Craig zusammen mit dem Songtexter Kermit Goell geschrieben hatte. Bei beiden Aufnahmen übernahm Bob Lamm den Gesangspart.
Der zweite Bereich, in dem Bullet Records aktiv war, war der „Race“-Markt, wie es damals offiziell hieß und später in R&B umbenannt wurde, bei Bullet Records wurde die 200er Serie, auf der die Rhythm and Blues – Aufnahmen erschienen, „Sepia Series“ genannt. Die Serie begann im Juni 1946 mit der Bestellnummer 250, der Single „Nashville Jumps“ / „Loose As A Goose“ von Cecil Gant. Bereits die zweite und dritte Single („My Baby's Barrel House“ / „Drinkin' By Myself“, Bullet #252) waren Aufnahmen von Wynonie Harris bzw. – wie das Plattencover es ausdrückte – „Wynonie (The Blues) Harris“. Insgesamt wurden von der Firma circa einhundert R&B-Singles veröffentlicht (Bestellnummern 250 bis 350), darunter Aufnahmen von Wynonie Harris und B. B. King, aber nur diese beiden Interpreten verbuchten – neben Red Miller – Erfolge auf dem R&B-Markt. B. B. Kings erste Plattenveröffentlichung erschien 1949 auf dem Bullet Label: Miss Martha King. 1948 gelang Bullet Records mit der Single von „Bewildered“ / „Nobility Boogie“ (Bullet #295) vom Red Miller Trio eine Nummer eins in den R&B-Charts, die Single kam im Jahresranking der Zeitschrift „Billboard“ auf Platz 23 der Race-Records. Gerade im Rhythm&Blues-Bereich bewies die in Nashville ansässige und Country-orientierte Firma wenig Sachkenntnis, was mit ein Grund für die Tatsache sein mag, dass die Firma – trotz bedeutender Interpreten – im Rhythm&Blues-Bereich nur wenige Verkaufserfolge erzielen konnte.
Viele der später erfolgreichen Countrysänger und -musiker starteten ihre Karriere bei Bullet Records, so Minnie Pearl, Chet Atkins, Ray Price, Bradley Kincaid, Pee Wee King, Leon Payne, Ken Curtis, Roy Hall und The York Brothers. Die Countryaufnahmen erschienen bei Bullet in der 600er-Serie und umfassten die zwischen 1946 und 1952 erschienenen Bestellnummern 600 bis 754. Die erste Platte der Countryserie mit der Bestellnummer Bullet 600 war von Owen Bradley And His Tennesseans mit den Titeln Zeb's Mountain Boogie und Wave To My My Lady. 1946 erschienen auf Bullet Singles u. a. von Minnie Pearl: I'm Looking For A Fellow / Jealous Hearted Me (Bullet #613), Pee Wee King And The Golden West Cowboys: That Cheap Look In Your Eye / You Were The Cause Of It All (Bullet #614) und Bradley Kincaid And The Kentucky Mountain Boys: Ain't We Crazy / Now The Table's Turned On You (Bullet #615). Die erste Platte, die Chet Atkins unter dem Namen „Chester Atkins And The All-Star Hillbillies“ veröffentlichte, war die 1946 auf Bullett veröffentlichte Single Guitar Blues / Blue Eyes Crying In The Rain (Bullet #617). Es war seine einzige Single auf dem Bullet Label, ab Anfang 1947 war Atkins bei RCA Victor unter Vertrag. Auch der später erfolgreiche Countrysänger Ray Price veröffentlichte seine erste Single bei Bullet Records, Your Wedding Corsage / Jealous Lies (1949, Bullet #701), wanderte jedoch 1950 zum Major-Label Columbia Records ab. Trotz der zahlreichen, in den 1950er und 1960er Jahren erfolgreichen Countrysänger, die zunächst bei Bullet unter Vertrag waren, gelang es Bullet nicht, größere Erfolge auf dem Country-Markt zu erreichen. Bis auf Leon Payne, der vier Singles bei Bullet veröffentlichte, wurden die anderen bereits nach der ersten Single – zumeist von Major-Labeln – unter Vertrag genommen. Eine Ausnahme bildete Johnny Lee Wills, der jüngere Bruder von Bob Wills. Als „Johnny Lee Wills And His Boys“ veröffentlichte er ab 1949 zahlreiche Singles auf Bullet, darunter Rag Mop / Near Me (Bullet #696), die Single wurde ein Crossover-Hit und schaffte es 1950 bis auf Platz 10 der Pop-Hitparade.
Nach den Anfangserfolgen auf dem Popmusik-Markt versuchte Bulleit durch die Verpflichtung bekannter Pop-Sänger den Erfolg zu stabilisieren, jedoch spielte keine Single die den Sängern zugesagte Garantiesumme ein. Der bekannteste von Bullet verpflichtete Interpret war Bob Crosby, der jüngere Bruder von Bing Crosby. Bob Crosby hatte mit seinen „Bob Cats“ in den 1930er Jahren und Anfang der 1940er Jahre große Erfolge feiern können, auch trat er bis 1946 in zahlreichen Filmen auf. In den Jahren 1948 und 1949 veröffentlichte Bullet drei Singles von Bob Crosby, die jedoch alle keine Verkaufserfolge wurden. Neben Bob Crosby verpflichtete Bullet Records eine Reihe anderer Big-Band- und Swing-Interpreten wie Russ Carlyle, der in den Jahren 1947 und 1948 insgesamt drei Singles einspielte. Bandleader wie Ray Pearl und Dean Hudson veröffentlichten ebenfalls Singles auf dem Bullet Label, aber die Musik traf nicht mehr den Geschmack der damaligen Zeit und verkaufte sich nicht in dem von Bullet erwarteten Ausmaß. Der erfolgreichste Interpret des Labels, Francis Craig, unterschrieb im Dezember 1948 einen Vertrag bei MGM Records und wechselte Anfang Januar 1952 gemeinsam mit seinem Sänger Bob Lamm zu Decca Records. 1953 wurde die 1000er Serie mit der Bestellnummer 1107 eingestellt.
1953 musste Bullet Records Konkurs anmelden. Der Versuch, ein „Allround-Indie-Label“ längerfristig auf dem Markt zu etablieren, scheiterte ebenso wie bei National Records, im Gegensatz zum dritten „Allround-Indie“ Dot Records, das 1957 sogar den Sprung in die Gruppe der Major-Label schaffte.